# Народний артист Грузинської РСР
Народний артист Грузинської РСР (або Народна артистка Грузинської РСР — почесне звання, встановлено 27 травня 1936 року. Присвоювалося Президією Верховної Ради Грузинської РСР видатним діячам мистецтва, які особливо відзначилися у справі розвитку театру, музики і кіно.
Присвоювалося, як правило, не раніше ніж через п'ять років після присвоєння почесного звання Заслужений артист Грузинської РСР або Заслужений діяч мистецтв Грузинської РСР. Наступним ступенем визнання було присвоєння звання Народний артист СРСР.
Уперше нагородження відбулося в 1923 році — володарем цього звання став Шалва Дадіані — драматург, письменник. Останньою нагородженою в 1991 році стала співачка Тамара Гвердцителі.
З розпадом Радянського Союзу в Грузії звання Народний артист Грузинської РСР було замінено званням Народний артист Грузії, при цьому за званням збереглися права та обов'язки, передбачені законодавством колишніх СРСР і Грузинської РСР про нагороди.